# Global Sustainable Tourism Council
Le Conseil mondial du tourisme durable, en anglais Global Sustainable Tourism Council (GSTC), est une organisation à but non lucratif qui établit et dirige les standards de base pour le développement durable dans le secteur du voyage et du tourisme au niveau mondial pour les professionnels du secteur et les gouvernements. Le GSTC établit et gère des normes mondiales durables, connues sous le nom de "critères GSTC". Il s'occupe notamment des critères de l'industrie pour les hôtels et les voyagistes. Ces critères sont des principes directeurs établissant des exigences minimales pour les entreprises du tourisme. Ils constituent la base du rôle du GSTC en tant qu’organisme mondial d’accréditation des programmes de certification. Ainsi, GSTC ne certifie pas directement des produits ou services mais accrédite ceux qui le font. 

## Description
Son rôle, comme tel, est reconnu par le système des Nations unies, en particulier par l'Organisation mondiale du tourisme (OMT) et les experts du tourisme durable à travers le monde.
Actuellement[Quand ?], GSTC a deux sets de standards, connus collectivement comme les critères GSTC et individuellement comme les Critères GSTC pour les destinations (GSTC-D v2) et les Critères GSTC pour les hôtels & tour opérateurs (GSTC-I).
Comme les autres standards, les critères GSTC sont utilisés pour l'éducation et la formation, le développement de politiques, comme ligne directrice pour mesurer et contrôler les procédés, et comme base pour la certification.
GSTC opère comme un système d’accréditation, connu comme le programme d'intégrité GSTC, à travers duquel les standards pour le voyage et tourisme durable peuvent obtenir des notes en fonction de leur adhésion aux critères GSTC et des standards qualitatifs.

## But de l'organisation
Le principal but de l'organisation est d’accroître la connaissance et les pratiques en tourisme durable parmi les acteurs  privés et publiques. Afin d'atteindre ce but plusieurs objectifs sont poursuivis : développer des standards internationaux, rendre durable et améliorer cette durabilité dans les destinations, promouvoir l’accès au marché, accroître la connaissance et les meilleures pratiques et contribuer à valider les standards de durabilité. Le GSTC définit le tourisme durable dans son ensemble, à travers quatre sections des critères GSTC: impacts environnementaux, responsabilité sociale, viabilité économique et culturelle des communautés de la destination touristique, et gestion d'un programme de durabilité.

## Histoire
En 2008, le Partenariat pour les critères internationaux du tourisme durable (en anglais Partnership for the Global Sustainable Tourism Criteria) a publié les critères pour les hôtels et tour opérateurs. En 2010, cette organisation et l'Administration du conseil du tourisme durable (en anglais Sustainable Tourism Stewardship Council) ont fusionné pour créer l'existant Conseil mondial du tourisme durable (en anglais GSTC). Les membres fondateurs incluent l'Organisation mondiale du tourisme (OMT) des Nations unies, le Programme des Nations unies pour l'environnement (UNEP), l'organisation non gouvernementale Rainforest Alliance, et la Fondation des Nations unies.